# Langham (Norfolk)
Langham is een civil parish in het bestuurlijke gebied North Norfolk, in het Engelse graafschap Norfolk met 372 inwoners.